# Ambasamudram
Ambasamudram (en tamoul : அம்பாசமுத்திரம்) est une ville indienne située dans le district de Tirunelveli dans l'État du Tamil Nadu. En 2011, sa population était de 35 645 habitants.

## Source de la traduction
- (en) Cet article est partiellement ou en totalité issu de l’article de Wikipédia en anglais intitulé « Ambasamudram » (voir la liste des auteurs).